# Вулиця Горбачевського (Львів)
Вулиця Горбаче́вського — вулиця у Франківському районі міста Львова, в місцевості Новий Світ. Сполучає вулиці Генерала Чупринки та Сахарова, а також утворює трипроменеве перехрестя з вулицями Котляревського та Метрологічною. Прилучається вулиця Кастелівка. Також сходами, що біля будинку № 20, можна підійнятися на вулицю Моршинську.

## Історія та назва
Утворена 1895 року і названа на честь львівського вірменсько-католицького архієпископа Ісака Миколая Іссаковича. Під час німецької окупації, від 1942 року, мала назву Руненґассе. Після встановлення радянського режиму у липні 1944 року повернена передвоєнна назва і вже у грудні того ж року була названа на честь російського байкаря Івана Крилова. Сучасну назву на пошану українського хіміка Івана Горбачевського має від 1993 року.

## Забудова
Вулиця Горбачевського забудована переважно малоповерховими будинками і віллами початку XX століття. Деякі належать до сусідніх вулиць, як от будинок № 50, що на вулиці Сахарова. Перспективу вулиці замикає церква святого Климентія папи, колишній костел і монастир кармеліток босих (збудований 1895 року, проєкт Франца Штатца).
№ 6 — двоповерхова вілла, збудована 1902 року за проєктом Владислава Ґодовського, виконаним бюро Івана Левинського на замовлення скульптора Антона Попеля. В будинку також містилася скульптурна майстерня Антона Попеля. У 1930-х роках вілла перебудована. 2006 року вілла продана міською радою і 2013 року розібрана новими власниками для будівництва багатоповерхівки. Охоронного статусу не мала.
№ 8 — вілла, зведена 1913 року за проєктом Івана Багенського. 2006 року вілла продана міською радою та 2013 року розібрана новими власниками для будівництва багатоповерхівки, яку збудували у 2015 році.
№ 10 — сецесійна вілла, збудована 1905 року за проєктом Юзефа Висоцького для власних потреб. Будинок внесений до Реєстру пам'яток архітектури місцевого значення під охоронним № 1278-м.
№ 11 — житловий будинок внесений до Реєстру пам'яток архітектури місцевого значення під охоронним № 1616-м.
№ 12а — триповерховий багатоквартирний житловий будинок. Наприкінці 2018 року ЛМР затверджені містобудівні умови та обмеження на реконструкцію з розширенням цього будинку за рахунок надбудови четвертого та п'ятого мансардних поверхів та прибудовою ліфта. 
№ 16 — житловий будинок, споруджений будівельною корпорацією «Карпатбуд» у 1999 році. Проєкт створений авторським колективом під керівництвом А. І. Воловенка. Архітектор Б. А. Павлов, інженер В. П. Пєшков, конструктор Є. П. Коротун.
№ 17а — п'ятиповерховий житловий будинок-вставка, споруджений у 1960-х роках за проєктом архітектора Я. Бандрівського.
№ 18 — колишній «I дім дехніків» (гуртожиток НУ «Львівська Політехніка»), збудований 1895 року фірмою Івана Левинського за проєктом Міхала Лужецького та Якуба Курася. Ділянку під будівництво подарували професори Юліан Захаревич та Іван Левинський. Нині тут міститься Інститут просторового планування та перспективних технологій НУ «Львівська Політехніка».
№ 19 — двоповерхова вілла з цокольним поверхом, мансардою та високим двосхилим дахом, споруджена у 1929—1930 роках будівельною фірмою Кароля Ольґерда Юраша та Альфреда Захаревича за проєктом одного з працівників фірми — архітектора Адама Мсцівуєвського для подружжя Юрашів. За радянських часів тут містилося управління магістральних нафтопроводів «Дружба», нині тут розташований науково-дослідний центр аерокосмічної інформації та екологічного моніторингу при інституті кібернетики імені В. М. Глушкова НАН України — Національного космічного агентства України. Будинок внесений до Реєстру пам'яток архітектури місцевого значення під охоронним № 1279-м.
№ 20, 22 — багатоквартирний житловий будинок, збудований у 1970-х роках за проєктом Олега Радомського. Раніше на цьому місці стояла власна вілла архітектора Вінцента Равського-молодшого, збудована ним у 1891—1892 роках. У своєму архітектурному оздобленні поєднувала елементи неороманського та «швейцарського» стилів. У жовтні 2007 року мешканцями будинку створене ОСББ «Дружба-2007».
№ 21 — чотириповерховий житловий будинок, споруджений в стилі функціоналізму наприкінці 1930-х років. Будинок прикрашений типовими для стилю вікнами-ілюмінаторами. Будинок внесений до Реєстру пам'яток архітектури місцевого значення під охоронним № 2449-м.
№ 24 — спортивно-розважальний комплекс «Медик». На території знаходиться зокрема плавальний басейн, створений на місці колишнього озера «Світезь». 1955 року комплекс реконструйовано за проєктом Ярослава Новаківського.

Світлини вуличної забудови
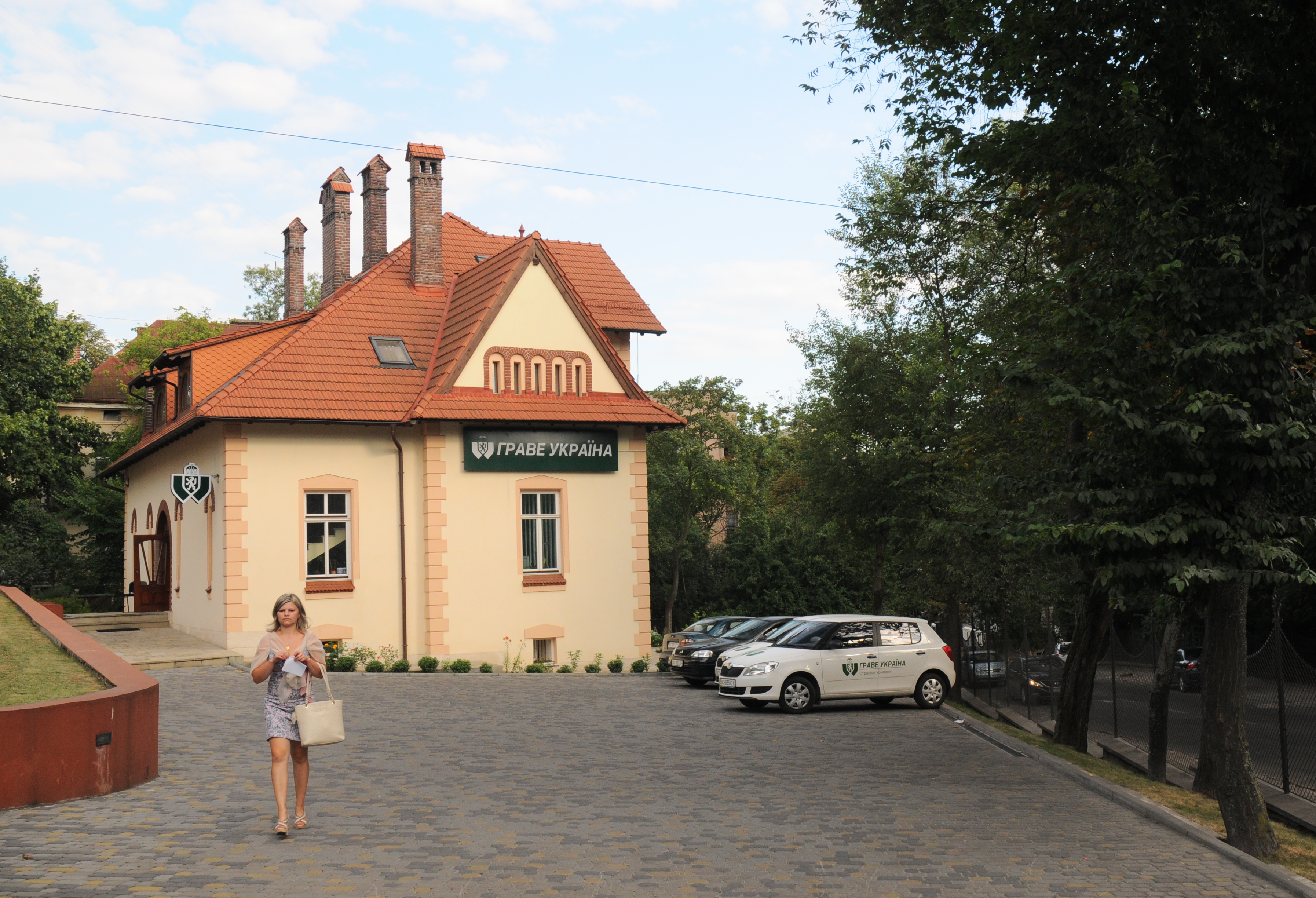
Колишня вілла Олександра Вєжбіцького на розі вулиць Горбачевського та Метрологічної
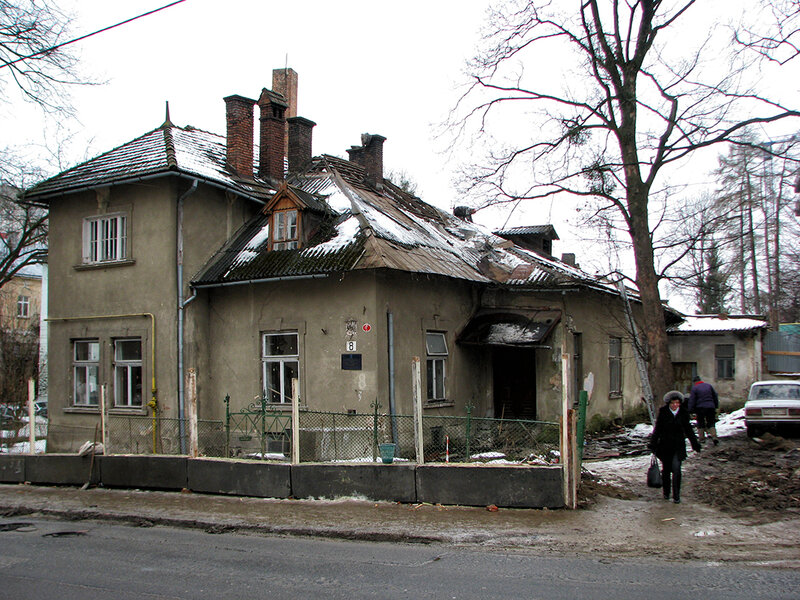
вул. Горбачевського, 8. Вілла (перед знесенням у 2013 р.)
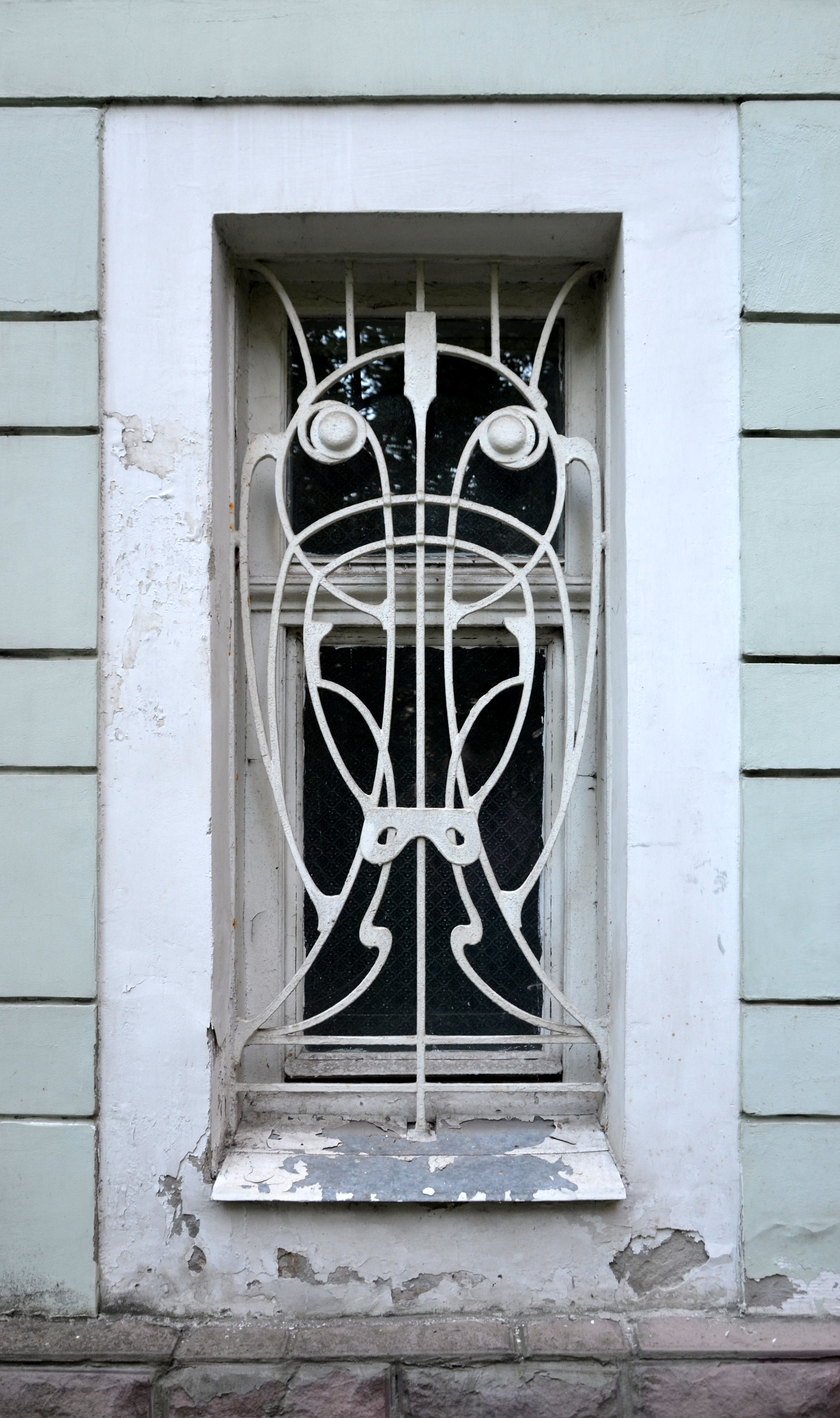
вул. Горбачевського, 10. Сецесійні ковані грати на вікні будинку
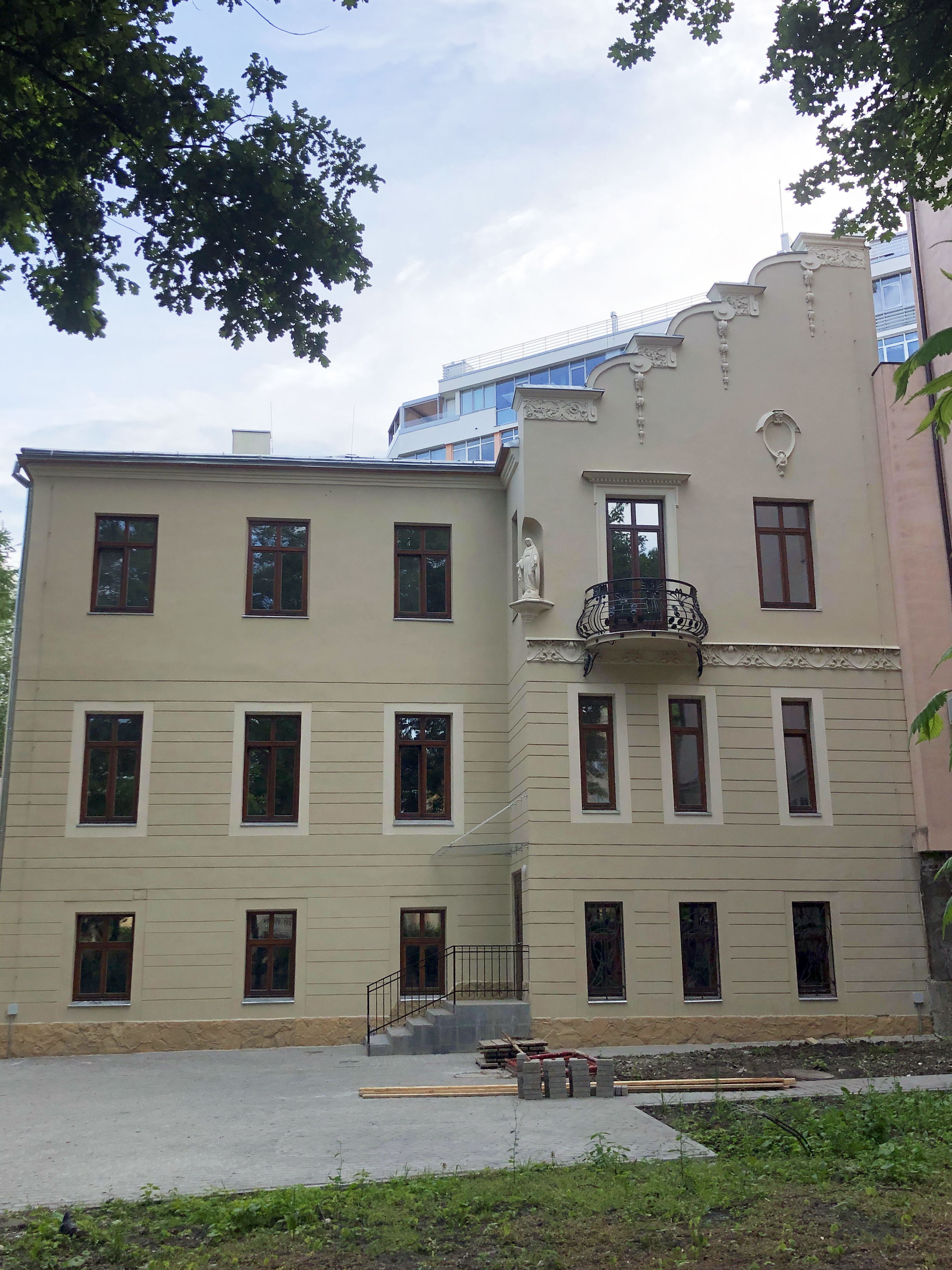
вул. Горбачевського, 10. Колишня вілла Юзефа Висоцького
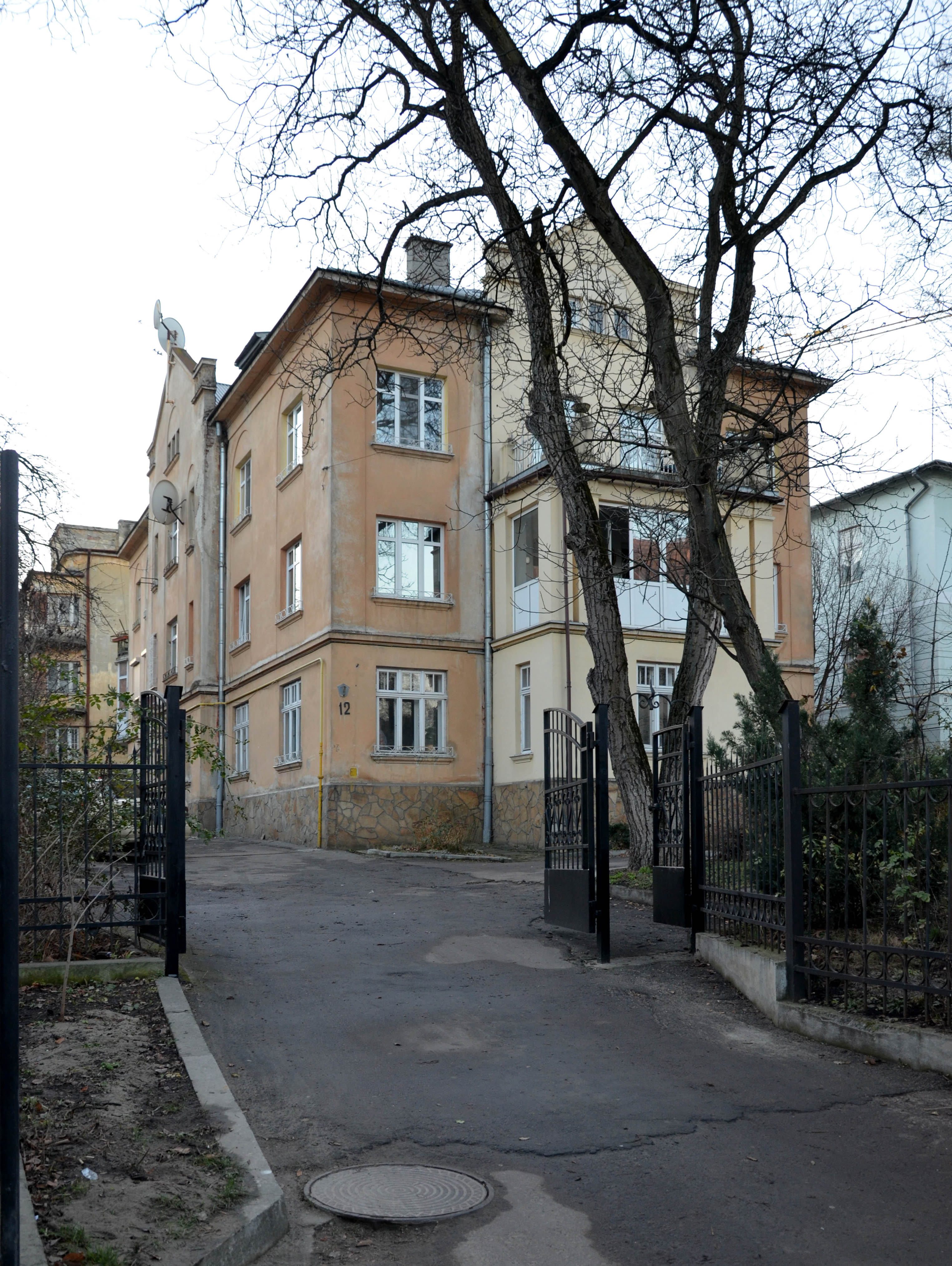
вул. Горбачевського, 12. Житловий будинок
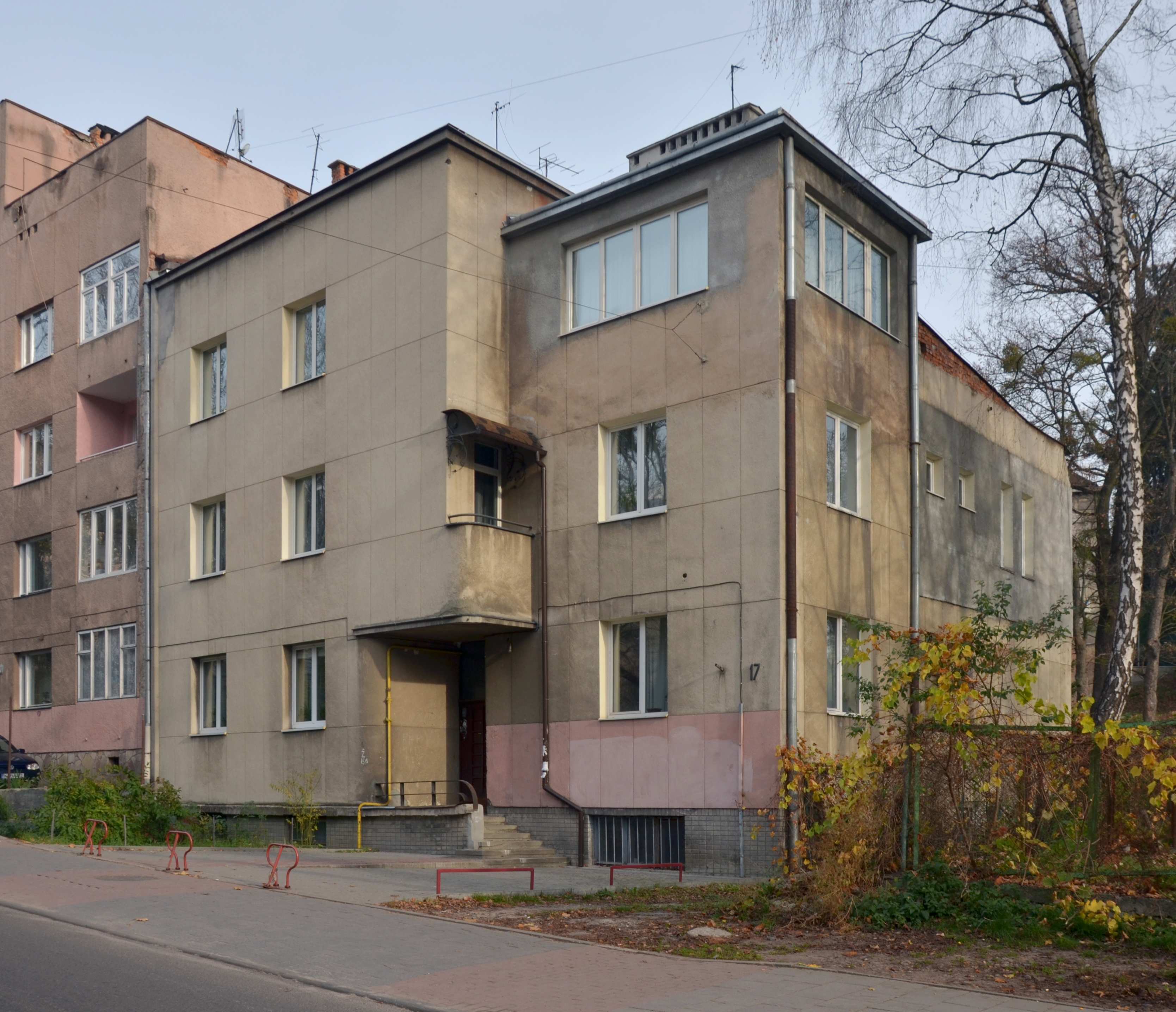
вул. Горбачевського, 17. Житловий будинок у стилі міжвоєнного функціоналізму
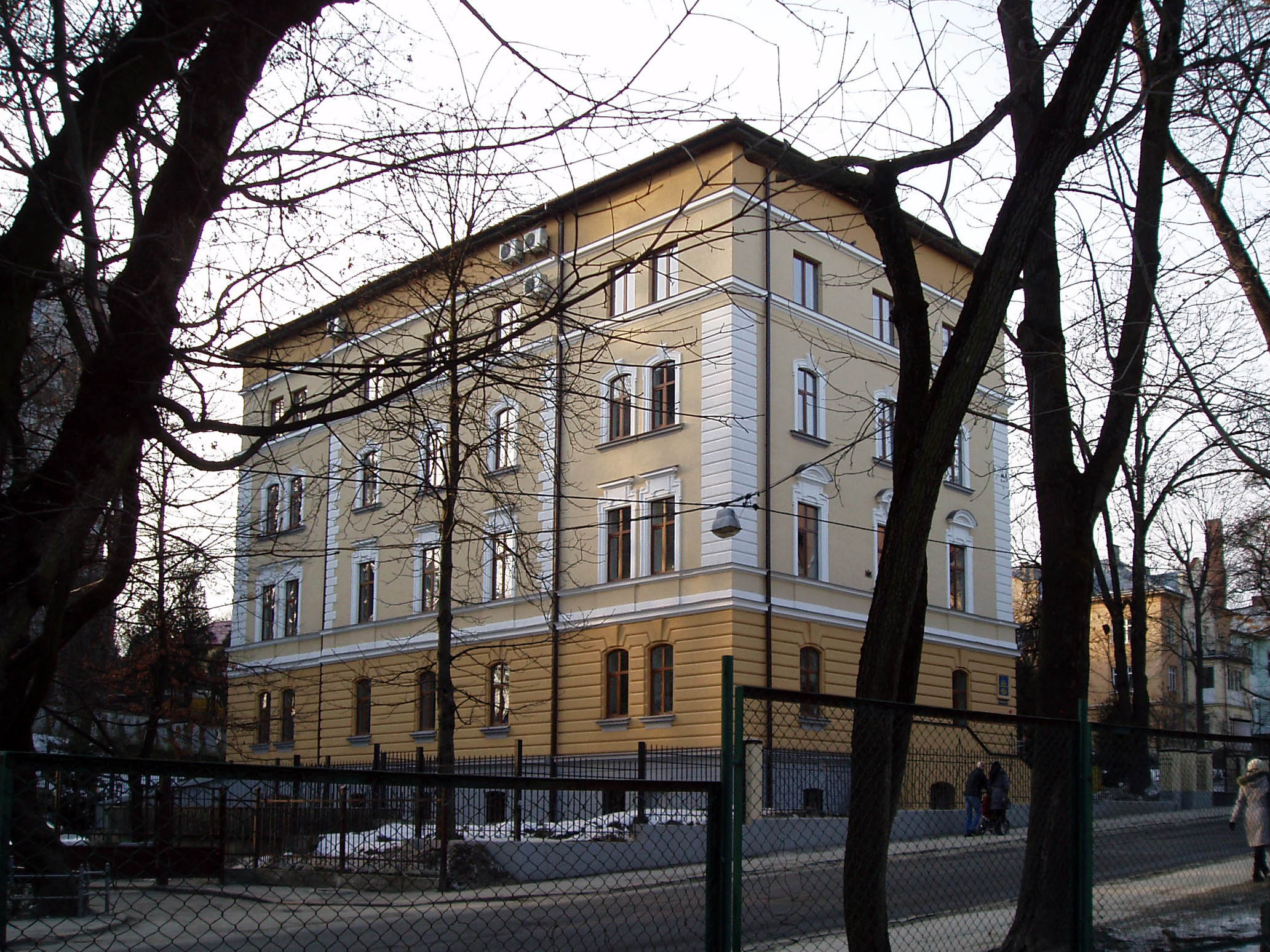
вул. Горбачевського, 18. Будівля інституту підприємництва та перспективних технологій НУ «Львівська Політехніка»
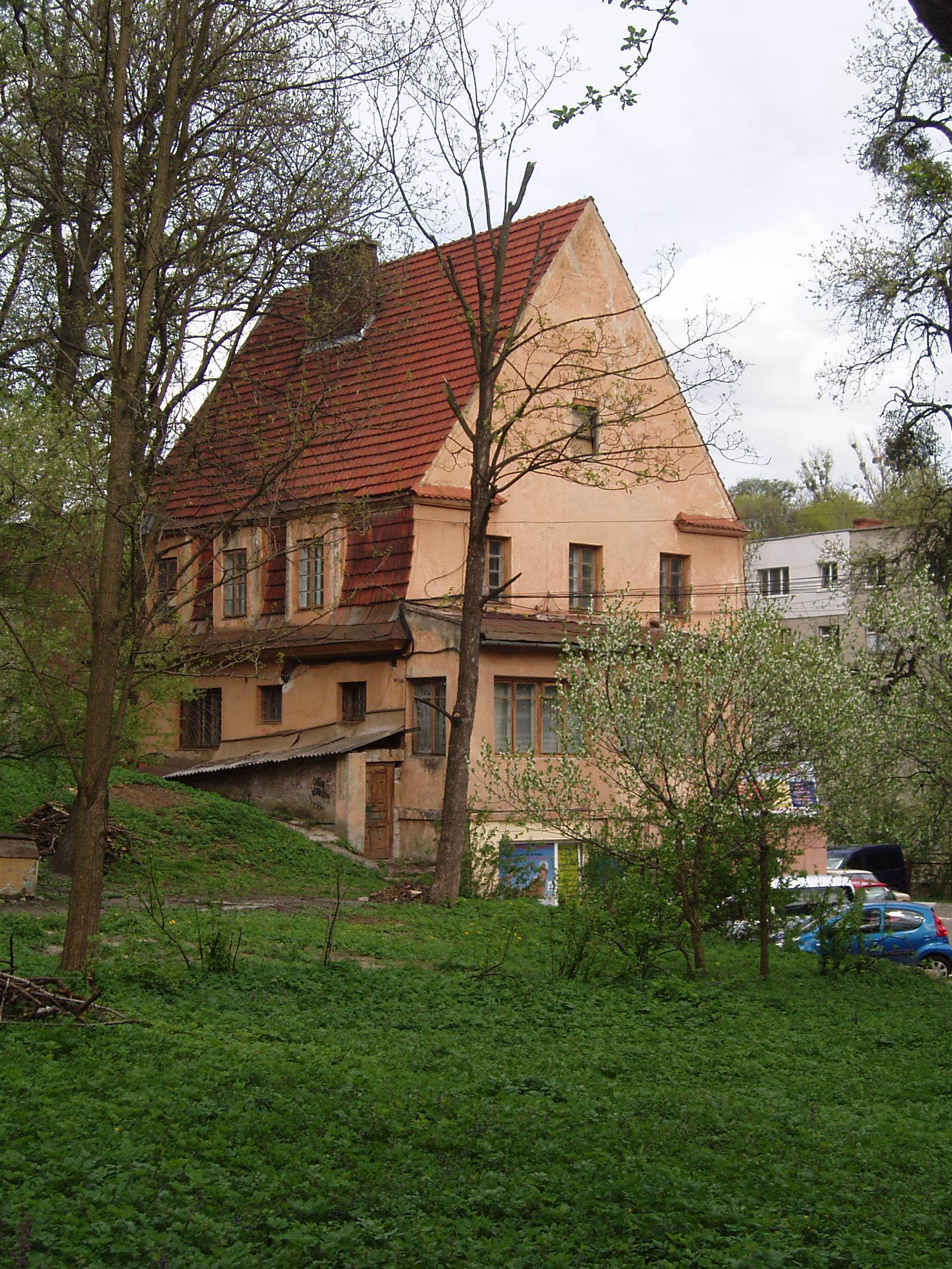
вул. Горбачевського, 19. Колишня вілла Юрашів
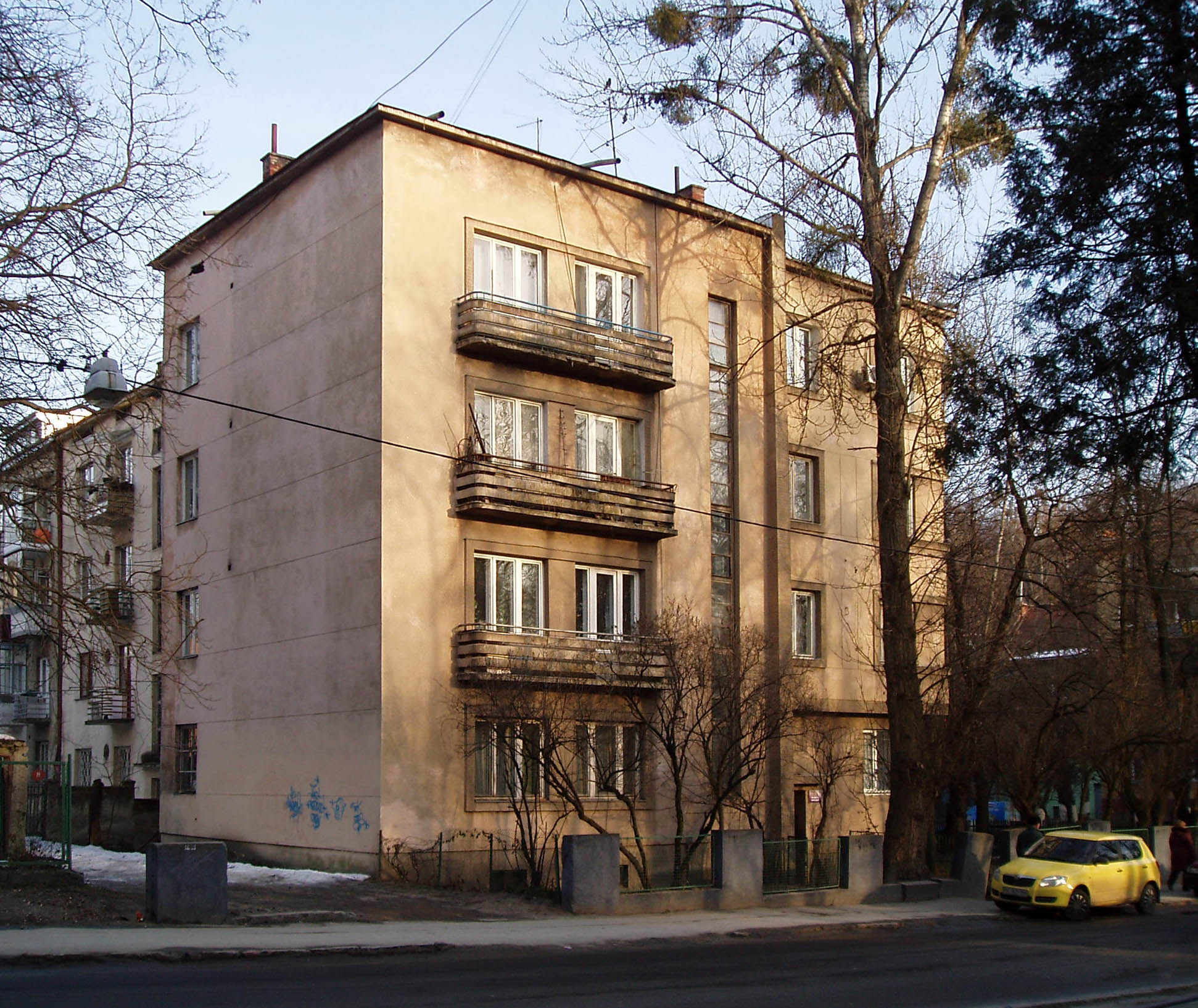
вул. Горбачевського, 21. Житловий будинок
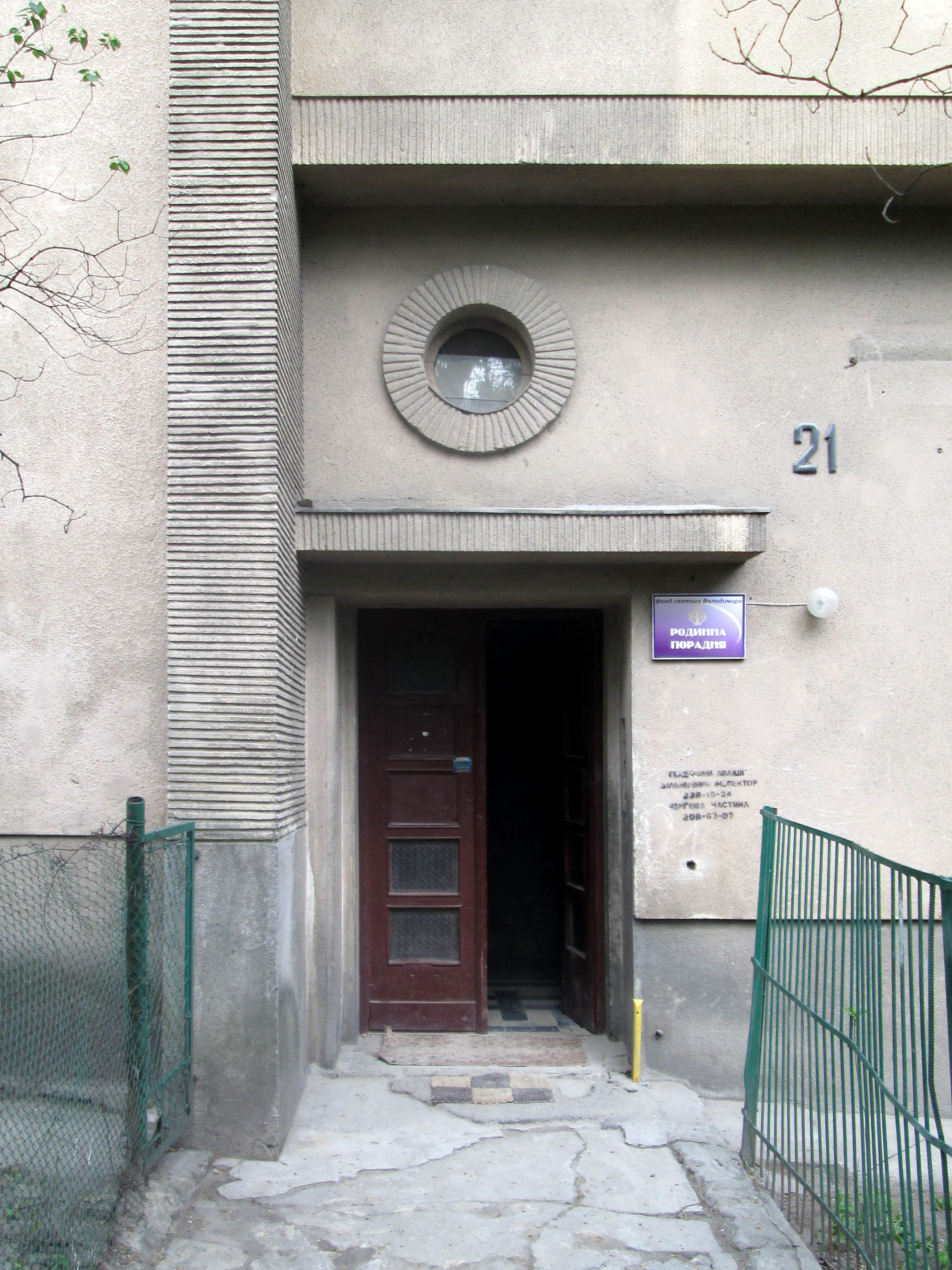
вул. Горбачевського, 21. Вхідний портал до будинку